# Toni Casares
Toni Casaste (Barcelona, 1965). Director de escena y dramaturgo; actual director de la Sala Beckett/Obrador Internacional de Dramaturgia. 

## Biografía
Licenciado en Filología Catalana por la Universidad Autónoma de Barcelona, fue miembro fundador del Aula de Teatro de la Universidad Autónoma de Barcelona, donde dirigió varias obras, tales como: Descripción de un paisaje de Josep Maria Benet y Jornet (1996) o El Cid, de Pierre Corneille (2001). 
Ha sido coordinador general del Centro Dramático de la Generalidad de Cataluña del 1989 al 1992. En 1997 asume la dirección de la Sala Beckett de Barcelona, con la que había estado vinculado desde su fundación en 1989. De 2005 a 2012 forma parte del Consejo de Asesoramiento Artístico y de Dramaturgia Catalana Contemporánea del Teatro Nacional de Cataluña, el TNC, teatro donde ha escenificado La Plaza del Diamante, adaptada por Benet y Jornet (2007) o El club de las pajas, de Albert Espinosa (2004). Desde 2011 es miembro del Comité Ejecutivo del Consejo de Cultura de Barcelona. Bajo su dirección, en 2017 la Sala Beckett se consolida como espacio señero para la nueva dramaturgia al duplicar espacios en su traslado a su nueva sede en Pueblonuevo.

## Dirección escénica

La Plaza del Diamante de Mercè Rodoreda. Dirección de Toni Casares (TNC, 2007)

- Plou a Barcelona, de Pau Miró. (Sala Beckett, 2004).
- El club de las pajas, de Albert Espinosa (2004).
- Salamandra, de Josep Maria Benet i Jornet (TNC, 2005).
- El camp, de Martin Crimp (Sala Beckett, 2005).
- Valentina, de Carles Soldevila (TNC, 2006).
- La nit àrab, de Roland Schimmelpfennig (Sala Beckett, 2006).
- La Plaça del Diamant, de Mercè Rodoreda. Adaptación de J.M. Benet i Jornet (TNC, 2007).
- Aquí s’aprèn poca cosa. Adaptación de Toni Casares de la novela Jakob Von Guntten, de Robert Walser (Sala Beckett 2009).
- El petit Eiolf, de Henrik Ibsen (Sala Beckett, 2011).
- Rei i Senyor, de Josep Pous i Pagès. Dramaturgia de Pere Riera (TNC, 2012).
- George Kaplan de Frederick Sontag (coproducida por el Festival Grec 2013).